# Comuna Kindrativka
Kindrativka (în ucraineană Кіндратівка) este o comună în raionul Sumî, regiunea Sumî, Ucraina, formată din satele Kindrativka (reședința), Kosteantînivka, Leninske și Perșe Travnea.

## Demografie
Componența lingvistică a comunei Kindrativka
     Ucraineană (81,42%)
     Rusă (18,15%)
Conform recensământului din 2001, majoritatea populației comunei Kindrativka era vorbitoare de ucraineană (81,42%), existând în minoritate și vorbitori de rusă (18,15%).